# Hafjell Station
Hafjell Station (Hafjell holdeplass) er en tidligere jernbanestation på Dovrebanen, der ligger i Øyer kommune i Norge. Stationen ligger på den vestlige side af elven Gudbrandsdalslågen, overfor byområdet Granrudmoen.
Stationen blev oprettet som trinbræt 1. september 1993 som en del af forberedelserne til Vinter-OL 1994 i Lillehammer. Den blev betjent af en del tog i vintersæsonen indtil 7. januar 2001. Den fik atter stop i vintersæsonen fra 15. december 2002. Senere blev den betjent i stedet for Hunderfossen Station, mens denne blev opgraderet. Da Hunderfossen blev taget i brug igen 16. juli 2007, var det imidlertid slut med stop i Hafjell.
I 2010 var den tidligere station præget af forfald. Der var stadig læskur og stationsskilt, men begge var hærget af graffiti. Adgangsvejen var desuden ved at gro til men var dog stadig var farbar.